# Panelefsiniakos
Panelefsiniakos A.O. (griechisch Πανελευσινιακός Α.Ο.) ist eine griechische Basketballmannschaft aus Elefsina. Der Verein spielt derzeit in der griechischen A2 Liga, der zweithöchsten Liga des Landes.

## Geschichte
Nach dem Gewinn des Europapokals der Pokalsieger durch AEK Athen im Jahr 1968 – dem ersten griechischen, internationalen Titelgewinn – und dem daraus resultierenden Wunsch der Einwohner Elefsinas auf die Verantwortlichen des Dachvereins nach einer eigenständigen Basketballabteilung, entstand diese 1969.
Bis 2009 spielte Panelefsiniakos durchgehend in der viertklassigen Gamma Ethniki und konnte sich in diesem Zeitraum 2000 sowie 2009 jeweils die Meisterschaft sichern. 2010 startete der Verein in der B Ethniki und schaffte bereits nach einer Saison auf Anhieb den Aufstieg in die A2 Ethniki. Nach zwei weiteren Spielzeiten stieg Panelefsiniakos 2012 als Tabellenerster und Meister in die höchste griechische Spielklasse, die Basket League auf. Zur Saison 2014/2015 musste sie den Abstieg hinnehmen.

## Heimstätte
Austragungsort der Heimspiele des Vereins ist das 1.100 Zuschauer fassende Klisto Gymnastirio Elefsinas. Während der Saison 2012/2013 wurde gelegentlich auch die größere im Athener Vorort liegende Peristeri Indoor Hall genutzt.

## Bekannte oder bedeutende ehemalige Spieler
- Manolis Papamakarios